# Grossovena
Grossovena is een geslacht van insecten uit de familie van de breedvoetvliegen (Platypezidae), die tot de orde tweevleugeligen (Diptera) behoort.

## Soort
- G. carbonaria (Kessel, 1950)